# 潘連茹
潘連茹（1887年—1962年7月17日），字太初，山西省臨汾縣伍級村人，山西西學專齋畢業，進士。

## 生平[2]
1910年公費畢業於山西西學專齋。三年後公費入英國倫敦大學所屬皇家學院學習化學。其間任中國留學生學生會會長。皇家學院畢業後，1916年獲博士學位，後入皇家科學院化學協會。隨後，赴瑞士蘇黎世大學繼續從事爆炸化學方面的研究。1917年到中國駐英館使工作，主管中國派往歐洲參加第一次世界大戰的華工。因工作出色，得英國政府頒發的「M、B、E」勳章。同年與法國青年教師Luae Ruben結婚。1921年攜子歸國，任教於山西大學，並主持山西省電力事業委員會，任會長，兼太原綏靖公署參議。1937年抗日戰爭開始後，攜家眷逃難重慶，任參政會參政員（山西代表）。抗日戰爭勝利後，入上海南通大學和復旦大學女子文理學院任理化教師。中華人民共和國成立後，仍在上海復旦大學女子文理學院任教，同時任上海隆達利化工廠總技師，設計建成了當時國內最高的分餾塔，受到外國專家讚賞。後調上海輕工業研究所任總工程師，專事芳香化學研究。1962年7月17日病逝於上海，終年75歲。
- 民國17年（1928年）4月3日，任國民政府外交部參事[3]。
- 民國17年（1928年）7月30日，任外交部察哈爾交涉員[4]。
- 民國18年（1929年）5月25日，派察哈爾省縣長考試襄校委員[5]。
- 民國18年（1929年）8月24日，外交部特派察哈爾交涉員[6]。
- 民國19年（1930年）4月28日，外交部參事另有任用[7]。

## 殺妻案
民國11年（1922年）2月23日，《晨報》報導山西籍留學生潘連茹殺妻買通司法案《潘連茹毒害髮妻詳情大披露》。